# Łama (jezioro)
Łama (ros. Лама) – jezioro pochodzenia tektonicznego w azjatyckiej części Rosji. Jest największym jeziorem w Kraju Krasnojarskim. Leży około 120 km na wschód od Norylska. 
Położone jest na wysokości 45 m n.p.m, otoczone przez góry Putorana. Długość jeziora to około 80 km, szerokość 8 km, powierzchnia wynosi 318 km², zaś powierzchnia zlewni 6210 km². Głębokość jeziora waha się od 300 do 600 m. Jest znane z czystej i przejrzystej wody. Jezioro zamarza zwykle w listopadzie. Pokrywa lodowa ma 80 do 100 cm grubości i zwykle jest obecna do czerwca.
Nazwa jeziora pochodzi prawdopodobnie od tunguskiego słowa laamu, oznaczającego "ocean" lub "morze" lub od ewenkijskiego lamu ("morze, wielka woda"). Po raz pierwszy pojawiło się na mapie z 1911 roku pod nazwą "Dawydowo". Obecną nazwę nadano w 1921.
Łama połączone jest z leżącym niedaleko jeziorem Miełkoje rzeką Łama.
Latem odbywają się rejsy wycieczkowe na jezioro Łama z Norylska.